# Demolition (film)
Demolition är en amerikansk dramakomedifilm från 2015 i regi av Jean-Marc Vallée, samt skriven av Bryan Sipe. Huvudrollsinnehavarna är Jake Gyllenhaal, Naomi Watts, Chris Cooper och Judah Lewis. Den premiärvisades på Toronto International Film Festival den 10 september 2015, och hade officiell biopremiär i USA av Fox Searchlight Pictures, den 8 april 2016. Detta är Jean-Marc Vallées sista regisserade långfilm, som han gjorde innan han vid 58 års ålder gick bort av sjukdom julhelgen 2021.

## Handling
Filmens handling kretsar kring investeringsbankiren Davis Mitchell, som efter att ha förlorat sin älskade hustru Julia i en bilolycka, försöker förstå vad som har hänt med honom känslomässigt.

## Rollista
| Jake Gyllenhaal | – Davis Mitchell       |
| Naomi Watts     | – Karen Moreno         |
| Chris Cooper    | – Phil Eastwood        |
| Judah Lewis     | – Chris Moreno         |
| C. J. Wilson    | – Carl                 |
| Polly Draper    | – Margot Eastwood      |
| Malachy Cleary  | – Davis pappa          |
| Debra Monk      | – Davis mamma          |
| Heather Lind    | – Julia                |
| Alfredo Narciso | – Michael              |
| Mark Lewis      | – Chris Morenos läkare |